# روبرتو آزوادو
روبرتو آزوادو (انگلیسی: Roberto Azevêdo؛ زادهٔ ۳ اکتبر ۱۹۵۷) سیاستمدار اهل برزیل است. آزوادو مدیر کل اسبق سازمان تجارت جهانی بین سال‌های ۲۰۱۳ تا ۲۰۲۰ بود. او پیش از آن معاون اجرایی مدیر کل سازمان تجارت جهانی و مدیر امور شرکت‌های بزرگ در پپسی‌کو بود. آزوادو در مه ۲۰۱۳ به عنوان جانشین پاسکال لامی مدیر کل سازمان تجارت جهانی انتخاب شد.
در ۱۴ مه ۲۰۲۰، آزوادو از طریق یک کنفرانس تلفنی به‌طور علنی اعلام کرد که در ۳۱ اوت ۲۰۲۰، یعنی یک‌سال قبل از پایان یافتن دوره چهارساله مدیر کلی خود در سازمان تجارت جهانی، از سمت مدیر کلی این سازمان استعفا می‌دهد.

## سنین جوانی و تحصیلات
آزوادو در رشته مهندسی برق از دانشگاه برازیلیا و همچنین روابط بین‌الملل از انستیتوی ریو برانکو فارغ‌التحصیل شد.وی علاوه بر زبان اصلی پرتغالی، به زبان‌های انگلیسی، فرانسوی و اسپانیایی تسلط دارد.

## فعالیت حرفه‌ای
در ۱۹۸۸ آزوادو در اولین پست دیپلماتیک خود به واشینگتن رفت. پس از آن در سفارت برزیل در مونته‌ویدئو و اروگوئه خدمت کرد. سپس در ۱۹۹۷ به عنوان سفیر دائمی برزیل در ژنو، سوئیس منصوب شد.
در ۲۰۰۱ روبرتو کاروالیو دی آزوادو به‌عنوان رئیس واحد در حل اختلاف وزارت امور خارجه برزیل منصوب شد و تا ۲۰۰۵ در این سمت خدمت کرد. وی در مدت تصدی خود به عنوان دادخواست ارشد در بسیاری از اختلافات در سازمان تجارت جهانی و در هیئت‌های حل اختلاف فعالیت داشت.
آزوادو از ۲۰۰۶ تا ۲۰۰۸ معاون وزیر امور اقتصادی و فنی وزارت امور خارجه برزیل بود. در این سمت، وی مذاکره کننده اصلی تجارت برزیل در اجلاس دوحه بود و همچنین نماینده برزیل در مذاکرات بازار مشترک اعلام آمریکای جنوبی بود.
در ۲۰۰۸، وی به عنوان سفیر دائم برزیل در ژنو در برقراری روابط با سازمان‌های بین‌المللی، سازمان ملل و همچنین نماینده دائمی برزیل در سازمان تجارت جهانی منصوب شد.
سفیر آزوادو سخنران دائمی موضوعات مربوط به اقتصاد بین‌الملل بوده و همچنین مقالات زیادی را در این زمینه منتشر کرده است.

### مدیر کل سازمان تجارت جهانی
در مه ۲۰۱۳ آزوادو به عنوان جانشین پاسکال لامی به عنوان مدیر کل سازمان تجارت جهانی منصوب شد و این دوره از اول سپتامبر ۲۰۱۳ آغاز شد. در انتخابات برای مدیر کلی ۹ کاندیدای پیشنهادی برای این نقش وجود داشت. آزوادو به عنوان «نامزد خودی» سازمان برای اقتصادهای در حال توسعه در نظر گرفته شد. رقیب وی، هرمینیو بلانکو مکزیکی، کاندیدای برتر ملل ثروتمندتر محسوب می‌شد. دولت برزیل قبل از اعلام رسمی سازمان تجارت جهانی اعلام داشت که آزوادو با اختلاف زیاد پیروز شده است.
اطلاعیه رسمی کمیته سه نفره سازمان تجارت جهانی برای انتخاب مدیر کل در ۸ مه۲۰۱۳ منتشر شد و آزوادو را به عنوان نامزد اجماع اضطراری اعلام کردند. انتخابات رسمی در جلسه شورای عمومی در ۱۴ مه برگزار شد.
سازمان دیده‌بان تجارت، در دسامبر ۲۰۱۳ با بسته بالی موافقت کرد.
روبرتو آزوادو مدیر کل سازمان تجارت جهانی، در ۱۴ مه۲۰۲۰ در جلسه مجازی همه اعضای سازمان اعلام کرد که در ۳۱ اوت ۲۰۲۰ از سمت خود کناره‌گیری خواهد کرد، وی عملاً دوره دوم مدیر کلی سازمان تجارت را یک‌سال قبل از انقضا متوقف کرد.

## سایر فعالیت‌ها
عضو قهرمانان بین‌المللی نهضت برابری (IGC)

## زندگی شخصی
آزوادو با سفیر ماریا ناصره فارانی (یک دیپلمات حرفه‌ای برزیلی همانند خودش) ازدواج کرد. وی در حال حاضر (۲۰۲۰) رئیس مأموریت‌های دائمی برزیل در دفاتر سازمان ملل در ژنو است و حاصل ازدواج آنها دو دختر هستند.